# Bilancia idrostatica

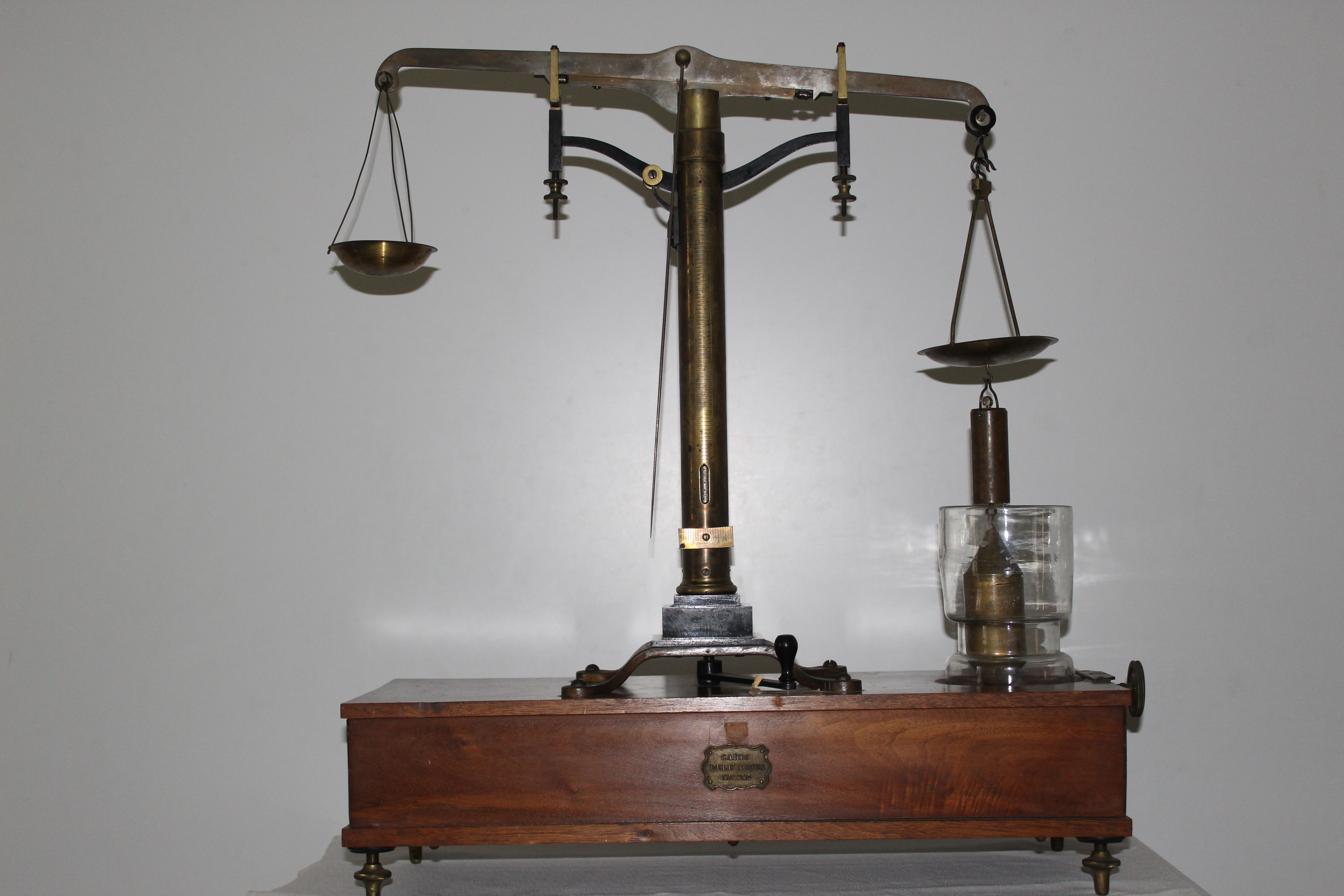
Bilancia idrostatica

La bilancia idrostatica è un tipo di bilancia che serve per misurare la densità di un corpo, immergendolo in una soluzione a densità nota.
Sfrutta la relazione tra la spinta dell'acqua e le densità in gioco, secondo il principio di Archimede.
Conoscendo la densità del corpo immerso e viceversa è possibile misurare la densità della soluzione.
Se ne trova una prima descrizione nell'opera La Bilancetta di Galileo Galilei del 1586.